# Hygroamblystegium excurrens
Hygroamblystegium excurrens är en bladmossart som först beskrevs av Jules Cardot och Brotherus, och fick sitt nu gällande namn av Hermann Johann O. Reimers 1926. Hygroamblystegium excurrens ingår i släktet Hygroamblystegium och familjen Amblystegiaceae. Inga underarter finns listade i Catalogue of Life.